# Heiltsuk
Heiltsuk (izgovor hajlcuk), jedna od dvije glavne grane Bella Bella Indijanaca (druga je Haisla), s Milbank Sounda, jezera Wikeno, Rivers Inleta, Tolmie Channela i Mussel Inleta. Heiltsuk Indijanci u pravom smislu su Bella Bella vlastiti, dalje podijeljenih na Oealitke, Oetlitke i Kokaitke. Ostala plemena koja pripadaju u Bella Belle su China Hat s Tolmie Channela i Mussel Inleta; Wikeno s Rivers Inleta i Somehulitk i Nohuntsitk s jezera Wikeno.

## Jezik
Jezik Hailhzaqvla, koji govore neka od ovih plemena (Bella Bella ili p@lbálá i Haihais ili Xaihais, Xíxís) pripada jezicima Kwakiutlan, porodica Wakashan, a sam naziv Heiltsuk anglicizam je indijanskog naziva hilhzhaqw. Drugim jezikom oweekyala ili ?uwík'ala govori narod Wikeno, Oweekeno ili ?uwik'inuxw.

## Kultura i povijest
Hajlcuk Indijanci pripadaju kulturno području Sjeverozapadne obale kao i ostala Kwakiutl plemena: Koskimo, Haisla, Nahwitti i Kwakiutli. Glavni prepoznatljivi simbol ove kulture su institucija potlatcha koja je s federalnog nivoa stavljena van zakona u kasnom 19.-tom stoljeću pa sve do 1951. Populacija Hajlcuka je od izvornih 2.000 (1700.) svedena na svega 200 (1900.), da bi opet počela rasti u drugoj polovici 20. stoljeća: 1.200 (1977.,); 2.000 (2000.,); 2.870 (2005.,). 

## Heiltsuk danas
Današnji Heiktsuki sastoje se danas od 6 plemenskih grupa: 1) 'Isdaitxv (ili Yisdaitxy; ="People of isdai"), 2) Uyalitxv (W'uyalitxv, Wuyalitxv), 3) Uwithitxv (Wuithitxv), 4) 'Qvuqvayaitxv ili `Qvuqvay'aitxv (Qvaqvayaitxv, 'Qv6qvayaitxv; ="Calm Water People"), 5) Xixis (XiXis) i 6) 'Kviai'itxv (Kviayitxv) koji žive u Waglisli (Bella Bella).

## Popis rezervata
- Bella Bella Indian Reserve 1
- Clatse Indian Reserve 5
- Elcho Indian Reserve 6
- Grief Island Indian Reserve 2
- Hoonees Indian Reserve 2
- Howeet Indian Reserve 8
- Island Indian Reserve 14a
- Kajustus Indian Reserve 10
- Kisameet Indian Reserve 7
- Kluemt Indian Reserve 15
- Kokyet Indian Reserve 1
- Koqui Indian Reserve 6
- Kunsoot Indian Reserve 9
- Kyarti Indian Reserve 3
- Neekas Indian Reserve 4
- Noota Indian Reserve 4
- Pole Island Indian Reserve 14
- Quartcha Indian Reserve 3
- Tankeah Indian Reserve 5
- Tcimotf Indian Reserve 1a
- Werkinellek Indian Reserve 11
- Yellertlee Indian Reserve 2
- Yeo Island Indian Reserve 13

## Vanjske poveznice
- Heiltsuk  Arhivirana inačica izvorne stranice od 16. svibnja 2008. (Wayback Machine)
- Heiltsuk  Arhivirana inačica izvorne stranice od 5. svibnja 2006. (Wayback Machine)
- The Heiltsuk-Oweek'ala Language
- Heiltsuk  Arhivirana inačica izvorne stranice od 9. listopada 2007. (Wayback Machine)